# Ma vie d'homme
Ma vie d'homme (titre original : My Life as a Man) est un roman de l'écrivain américain Philip Roth paru en 1974 et traduit en français par Georges Magnane en 1976 aux éditions Gallimard. 